# Moringa
Moringa (lat. Moringa), biljni rod iz reda kupusolike, smješten u vlastitu porodicu Moringaceae. Pripada mu desetak vrsta drveća iz tropske Azije i Afrike, a najpoznatije među njima je korisno drvo ostrip ili željud,  (M. oleifera)

## Opis
Članovi Moringaceae, ili obitelji hrena, drvenasti su grmovi ili stabla s prilično čvrstim stabljikama koji sadrže jedan rod, Moringa, s 12 vrsta koje rastu na Madagaskaru, sjeveroistočnoj i jugozapadnoj Africi i Arabiji, s tri vrste koje se šire u Indiju. Lišće Moringaceae često neugodno miriše kada se zgnječi. Porodica je prepoznatljiva po spiralno raspoređenim, listopadnim, do tri puta složenim listovima koji na mjestima spajanja dijelova imaju uočljive otekline ili pulvine. Cvjetovi izgledaju kao cvjetovi graška, ali su građeni na drugačiji način, jer postoji samo pet prašnika koji se drže s jedne strane cvijeta. Plod je dug i eksplozivno se rastavlja, sastoji se od tri dijela i sadrži često krilate sjemenke.
Moringaceae rastu u sušnijim dijelovima svijeta, a neke su “stabla boce” (Moringa drouhardii) ili imaju veliki podzemni dio koji podnosi sušna razdoblja. Oprašivanje obavljaju pčele ili ptice, a nekoliko vrsta ima sjeme koje se širi vjetrom. Moringa oleifera ima brojne namjene: daje hranjivo ulje, jestive plodove i sastojke za razne tradicionalne lijekove, a prerađivana je za stvaranje biogoriva.

## Vrste
1. Moringa arborea Verdc.
2. Moringa borziana Mattei
3. Moringa concanensis Nimmo ex Dalzell & A.Gibson
4. Moringa drouhardii Jum.
5. Moringa hildebrandtii Engl.
6. Moringa longituba Engl.
7. Moringa oleifera Lam.
8. Moringa ovalifolia Dinter & A.Berger
9. Moringa peregrina (Forssk.) Fiori
10. Moringa pygmaea Verdc.
11. Moringa rivae Chiov.
12. Moringa ruspoliana Engl.
13. Moringa stenopetala (Baker f.) Cufod.